# Lista de deputados estaduais do Piauí da 14.ª legislatura
Esta é a lista de deputados estaduais do Piauí para a legislatura 1999–2003.

## Composição das bancadas
| Partido | Líder              | Bancada | Posição  |
| ------- | ------------------ | ------- | -------- |
| PFL     | Wilson Brandão     | 10 / 30 | Oposição |
| PMDB    | Silas Freire       | 9 / 30  | Governo  |
| PSDB    | Roncalli Paulo     | 4 / 30  | Oposição |
| PPB     | Marcelo Coelho     | 3 / 30  | Oposição |
| PDT     | Margarida Bona     | 2 / 30  | Governo  |
| PT      | Francisca Trindade | 1 / 30  | Oposição |
| PSB     | Olavo Rebelo       | 1 / 30  | Oposição |

## Deputados Estaduais
Sete partidos representando três candidatos ao governo conquistaram o direito a um assento na Assembleia Legislativa do Piauí.
| Número | Deputados estaduais eleitos | Partido | Votação | Percentual | Cidade onde nasceu   | Unidade federativa |
| 15130  | Moraes Souza                | PMDB    | 40.490  | 3,72%      | Parnaíba             | Piauí              |
| 25123  | Juraci Leite                | PFL     | 32.466  | 2,98%      | Pedro II             | Piauí              |
| 15125  | Silas Freire                | PMDB    | 32.386  | 2,98%      | Campo Maior          | Piauí              |
| 13123  | Francisca Trindade          | PT      | 26.088  | 2,40%      | Teresina             | Piauí              |
| 25112  | Wilson Brandão              | PFL     | 24.997  | 2,30%      | Rio de Janeiro       | Rio de Janeiro     |
| 45101  | Wilson Martins              | PSDB    | 24.096  | 2,22%      | Santa Cruz do Piauí  | Piauí              |
| 15101  | Kleber Eulálio              | PMDB    | 23.841  | 2,19%      | Teresina             | Piauí              |
| 15111  | Themístocles Filho          | PMDB    | 21.978  | 2,02%      | Teresina             | Piauí              |
| 15199  | Warton Santos               | PMDB    | 20.913  | 1,92%      | Picos                | Piauí              |
| 25111  | Paes Landim                 | PFL     | 20.700  | 1,90%      | São João do Piauí    | Piauí              |
| 25114  | Fernando Monteiro           | PFL     | 20.697  | 1,90%      | Teresina             | Piauí              |
| 15112  | Mauro Tapety                | PMDB    | 20.557  | 1,89%      | Oeiras               | Piauí              |
| 25134  | Leal Júnior                 | PFL     | 18.939  | 1,74%      | Rio de Janeiro       | Rio de Janeiro     |
| 15147  | Henrique Rebelo             | PMDB    | 18.145  | 1,67%      | Teresina             | Piauí              |
| 15110  | Chico Filho                 | PMDB    | 17.874  | 1,64%      | Floriano             | Piauí              |
| 45131  | Roncalli Paulo              | PSDB    | 16.806  | 1,55%      | São João do Piauí    | Piauí              |
| 11116  | Marcelo Coelho              | PPB     | 16.799  | 1,54%      | Teresina             | Piauí              |
| 25132  | Edson Ferreira              | PFL     | 16.526  | 1,52%      | São Raimundo Nonato  | Piauí              |
| 15115  | José Ribamar Pereira        | PMDB    | 16.326  | 1,50%      | Barras               | Piauí              |
| 25128  | Homero Castelo Branco       | PFL     | 16.226  | 1,49%      | Amarante             | Piauí              |
| 25107  | Gustavo Medeiros            | PFL     | 16.119  | 1,48%      | União                | Piauí              |
| 11166  | Tadeu Maia                  | PPB     | 15.968  | 1,47%      | Itainópolis          | Piauí              |
| 25138  | Robert Freitas              | PFL     | 15.383  | 1,41%      | José de Freitas      | Piauí              |
| 25136  | Abel Barros                 | PFL     | 15.130  | 1,39%      | Picos                | Piauí              |
| 11111  | Irmão Elias                 | PPB     | 14.793  | 1,36%      | Picos                | Piauí              |
| 45115  | Flávio Nogueira             | PSDB    | 14.603  | 1,34%      | Corrente             | Piauí              |
| 12345  | Elias Prado Júnior          | PDT     | 12.831  | 1,18%      | Parnaíba             | Piauí              |
| 12102  | Margarida Bona              | PDT     | 12.251  | 1,13%      | Campo Maior          | Piauí              |
| 45111  | Pompílio Evaristo           | PSDB    | 10.672  | 0,98%      | São Miguel do Tapuio | Piauí              |
| 40111  | Olavo Rebelo                | PSB     | 10.202  | 0,94%      | Esperantina          | Piauí              |